# ラグナ (インド占星術)
ラグナ（the Lagna (लग्न) もしくは Hour Marker）とは、インド占星術におけるホロスコープのアセンダント（Asc）のことである。

## 基礎理論
東の地平線を伸ばし交わる12星座のどれかに当てはめたもので、便宜上、天文学上の特異点となる。自動的にラーシチャート（ホロスコープ）における起点である１室となり、その人の体質や性格を表す。
一般的にAscと表すことが多い。生誕時間と出生場所によりラグナは変化する。ラグナの意味は「固定される」であり先ほどの条件で惑星の位置が固定されるからである。惑星が上昇するか下降するかで意味が違ってくる。
アセンダントを起点としたラグナは「ウダヤ・ラグナ」と呼ばれる。月や太陽などの主要な星の在住するハウスの星座をラグナに見立てて使用することも多い。それぞれ「チャンドラ・ラグナ」「スーリヤ・ラグナ」と呼ぶ。
ラグナの支配星はホロスコープにより決まっており、ラグナロードと呼ぶ。それにより、各人の性格や性質が変わる。各星座のラグナに性格上の長所短所が出る。
ラグナの星座によって支配するハウスが変わってくるので、機能的な惑星の吉凶にも変化がみられる。